# Бенеш, Николай Алексеевич
Николай Алексеевич Бенеш (1923—1944) — гвардии старший лейтенант Рабоче-крестьянской Красной Армии, участник Великой Отечественной войны, Герой Советского Союза (1943).

## Биография
Николай Бенеш родился в 1923 году в селе Красное Венгеровского района Новосибирской области РСФСР в крестьянской семье.
С 1932 года проживал в Омске. Окончил семь классов школы, затем учился в школе фабрично-заводского ученичества по специальности токаря по металлу.
Работал токарем на Омском паровозо-вагоноремонтном заводе в Омске.
В 1942 году Бенеш был призван на службу в Рабоче-крестьянскую Красную Армию. В декабре 1942 года окончил Омское пехотное училище имени Фрунзе.
С марта 1943 года — на фронтах Великой Отечественной войны, командовал миномётным взводом 205-го гвардейского стрелкового полка 70-й гвардейской стрелковой дивизии 13-й армии Центрального фронта.
В первом же бою отличился, был награждён медалью «За отвагу».
Участвовал в Курской битве.
Отличился во время битвы за Днепр. В ночь с 20 на 21 сентября 1943 года гвардии лейтенант Бенеш вместе с миномётным взводом на подручных средствах под огнём противника форсировал Днепр в районе села Домантово Чернобыльского района Киевской области.
Принял участие в отражении немецких контратак. Согласно донесению командира полка, взвод Бенеша только за 23 сентября уничтожил 5 станковых пулемётов, 2 дзота, около 70 немецких солдат и офицеров, отразил 11 контратак противника. Взвод перебрасывался с одного участка плацдарма на другой, один раз попал в окружение, но, приняв неравный бой, прорвался обратно, уничтожив около 50 вражеских солдат и офицеров.
В ходе преследования отступающих немецких частей взвод ворвался на позиции противника и захватил миномётную батарею с боеприпасами, а затем в течение суток сражался в окружении, используя трофейное вооружение. Умело организованная круговая оборона нанесла значительные потери противнику, дала возможность сохранить личный состав взвода и обеспечила успешное наступление батальона.
Указом Президиума Верховного Совета СССР от 16 октября 1943 года за «отвагу и мужество, проявленные в боях за удержание плацдарма на правом берегу Днепра» гвардии лейтенант Николай Бенеш был удостоен высокого звания Героя Советского Союза с вручением ордена Ленина и медали «Золотая Звезда» за номером 3261.
Во время боя в районе посёлка Брусилов Житомирской области получил тяжёлое ранение. В строй вернулся через три месяца. 25 июля 1944 года в районе города Бобрка Львовской области Украинской ССР взвод гвардии старшего лейтенанта Бенеша отражал контратаку. В бою Бенеш погиб от разорвавшегося рядом с ним снаряда. Был похоронен в посёлке Шпильчина Бобркского района Львовской области, позднее прах был перезахоронен в Бобрке.

## Память
- На могиле Н. А. Бенеша в Бобрке был установлен памятник[1]. 30 июля 2007 года памятник как обветшавший без должного ухода был снесён. Власти обещали восстановить памятник в 2011 году, однако никакой информации о восстановлении не имеется[3].
- В честь Бенеша названа улица в Омске[1], ранее его имя также носили средняя школа и площадь в Бобрке[2].